# Kentland (Indiana)
Kentland es un pueblo situado en el municipio de Jefferson, en el condado de Newton, Indiana, Estados Unidos. Tiene una población estimada, a mediados de 2023, de 1613 habitantes.
Es la sede del condado.

## Geografía
La localidad está ubicada en las coordenadas 40°46′26″N 87°26′47″O / 40.77389, -87.44639 (40.773951, -87.446454). Según la Oficina del Censo, tiene una superficie de 3.50 km², correspondientes en su totalidad a tierra firme.

## Demografía
Según el censo de 2020, en ese momento había 1641 personas residiendo en la localidad. La densidad de población era de 468.86 hab./km². El 88.91% de los habitantes eran blancos, el 0.24% eran afroamericanos, el 0.18% eran amerindios, el 0.43% eran asiáticos, el 0.06% era isleño del Pacífico, el 5.73% eran de otras razas y el 4.45% eran de una mezcla de razas. Del total de la población, el 9.69% eran hispanos o latinos de cualquier raza.